# Explosión de Mihăilești
La explosión de Mihăilești ocurrió el 24 de mayo de 2004 en el pueblo de Mihăileşti, Buzău, Rumania. Un camión cargado con nitrato de amonio explotó matando a 18 personas y otras 13 heriendolas de gravedad.
A las 5:47, una pequeña explosión tuvo lugar en la cabina del camión, después de 2 minutos tuvo lugar la gran explosión, matando a 7 bomberos, tres periodistas, varios civiles y el conductor del camión, en total 18 personas. Otras 13 resultaron heridas.
La explosión dejó un cráter de 6.5 metros de profundidad, restos humanos esparcidos por un radio de varios cientos de metros, y causó daños por valor de 70,000 euros.
Los tres representantes de la empresa que eran responsables del transporte y la entrega del nitrato de amonio fueron condenados a 4 años de cárcel.